# Alexander II van Vehlen

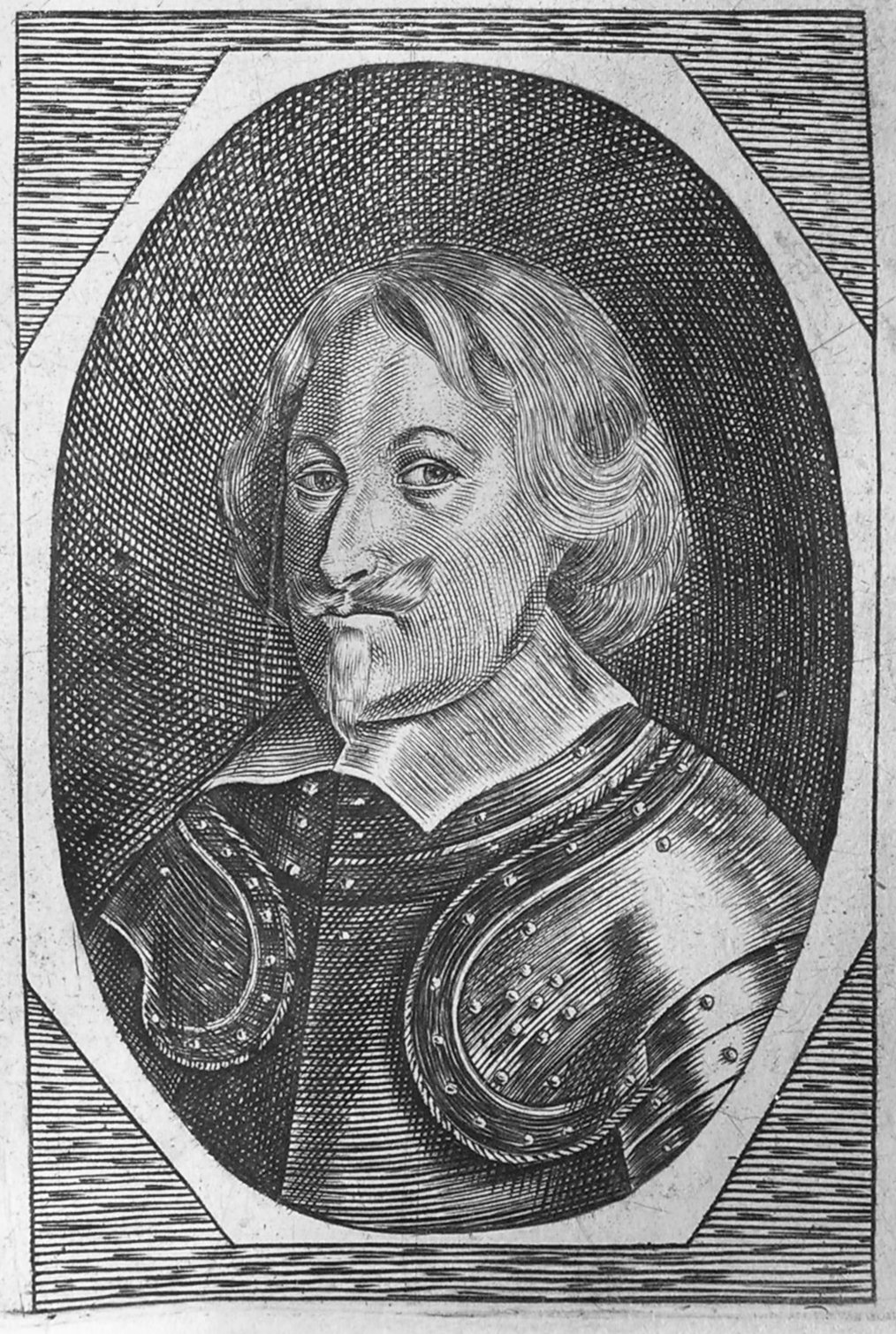
Alexander II van Vehlen (In: Adolphus Brachelius: Historia nostri temporis. Amsterdam 1652)

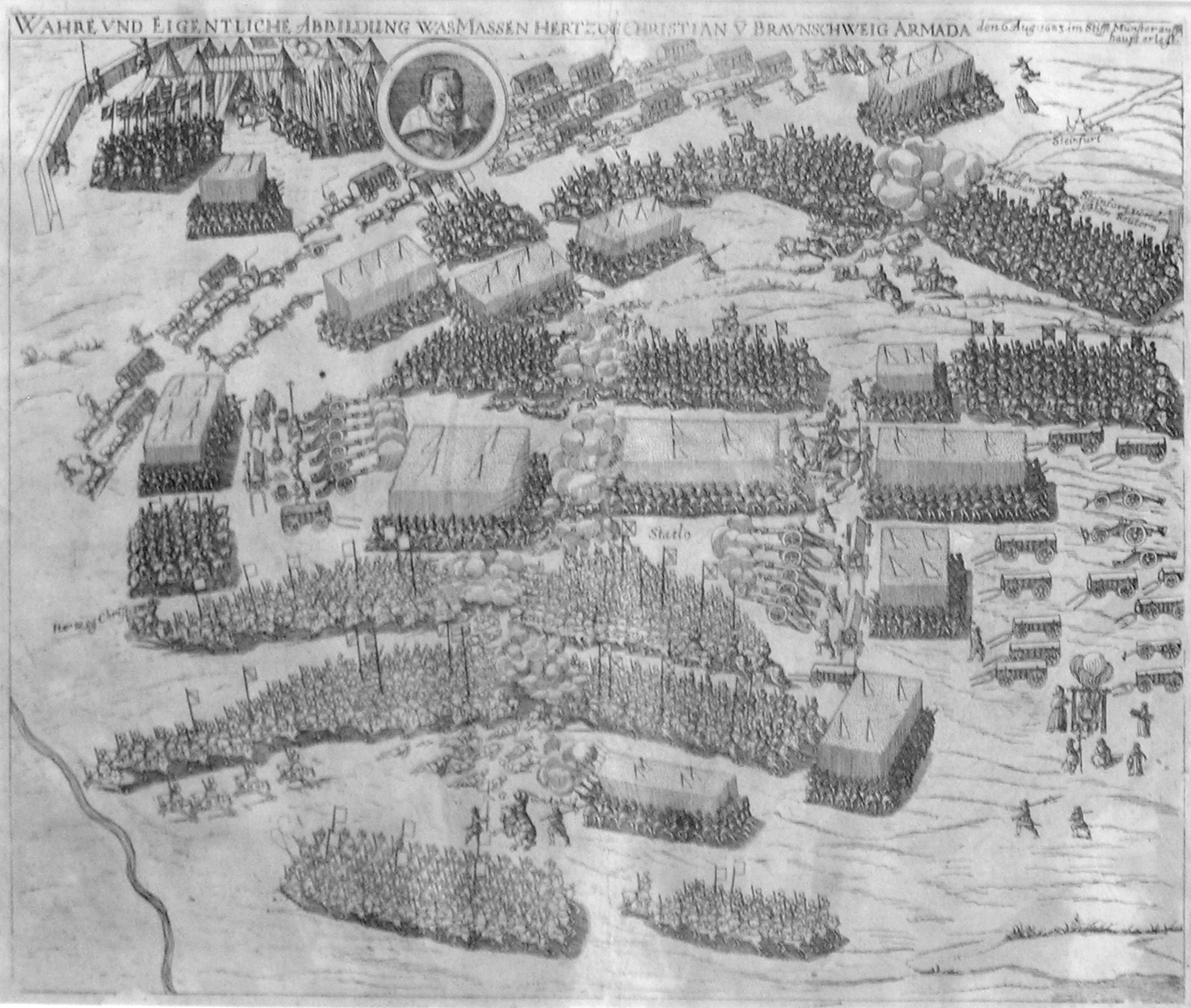
Slag bij Stadtlohn 1623

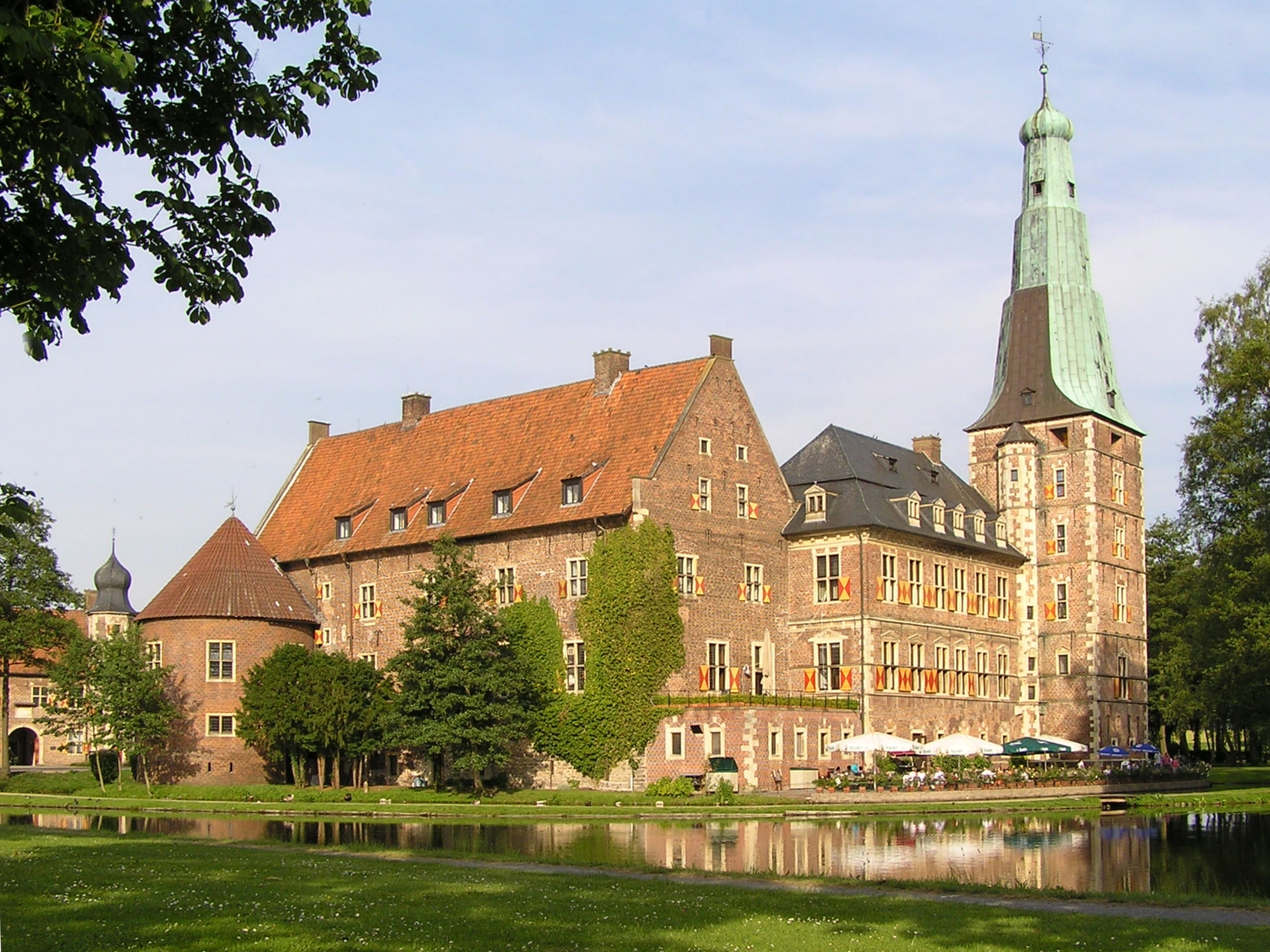
Kasteel Raesfeld
(2006)

Alexander II van Vehlen ook bekend als Alexander de Jonge van Vehlen (1599 - 10 oktober 1675) heer van Raesfeld en Bretzenheim was keizerlijk veldmaarschalk tijdens de Dertigjarige Oorlog.
Hij was de oudste zoon van Alexander I van Vehlen (1556–1630) en diens eerste vrouw Agnes van Leerodt. Agnes was de dochter van Winand van Leerodt heer te Honstorf, Oberstkammerer 1588 en amtman te Randerath (ca. 1537-) en Marie van Imstenrade tot Imstenrade (ca. 1540 - 16 november 1616).
Bij het uitbreken van de Dertigjarige Oorlog ging hij in militaire dienst. In 1623 was hij kapitein in het regiment van graaf Johan Jacob van Bronckhorst en vocht in de Slag bij Stadtlohn met succes tegen de troepen van de Christiaan van Brunswijk-Wolfenbüttel.
Na het ontzet van Verden in 1627 bereidde van Vehlen de verovering van het bisdom Bremen voor. Nadat hij in november 1628 de westelijke oever van de Eems bevrijd had van vijandelijke troepen werd hij in 1629 tot kolonel bevorderd. 
Vehlen verbleef in november 1634 tot januari 1635 in Brussel om financiële steun te vragen wat hem na moeizame onderhandelingen 20.000 rijksdaalders opleverde. Het innemen van Coesfeld in de loop van 1635 slaagde echter niet door het gebrek aan voldoende wapens. In 1636 helpt hij mee tijdens de belegering van de vesting Hanau. 
Hij verdedigde in juli 1637 het graafschap Bentheim tegen de Fransen en veroverde in het voorjaar van 1638 de door de Zweden bezette stad Meppen. Hiervoor werd hij bevorderd tot veldmaarschalk. In september 1641 is Vehlen er uiteindelijk in geslaagd om samen met Melchior, de graaf van Hatzfeld, na een maandenlang gevecht de stad Dorsten te bevrijden van de aldaar gelegerde Hessische troepenmacht.
In 1641 werd hij verheven tot rijksgraaf van Raesfeld. Op eigen verzoek diende hij in februari 1646 zijn ontslag in. Keizer Ferdinand III benoemde hem in 1653 als buitengewoon veldmaarschalk voor zijn vele verdiensten.
Het kasteel Raesfeld liet hij ombouwen tot zijn residentie. 
Hij trouwde op 21 juli 1624 met Alexandrine Maria Huyn van Amstenrath van Geleen (1594–1654), de dochter van Arnold III Huyn van Geleen en Margaretha van Bocholz. Margaretha was een dochter van Godhart van Bocholz heer van Grevenbroich en Wachtendonk en Alexandrina van Wittenhorst ter Horst de Rose de Wees.
Uit zijn huwelijk werden 6 kinderen geboren:
- Anna Margaretha van Vehlen, die zes maanden na de geboorte is overleden.
- Ferdinand Godfried van Vehlen-Megen heer van Vehlen en Raesfeld (1626 - Raesfeld, 7 juli 1685) trouwde in Borculo op 25 juli 1656 met Sophia Elisabeth van Limburg Stirum (ca. 1630 - Raesfeld, 26 oktober 1685).
- Paul Ernst van Vehlen
- Marie Alexandrine van Vehlen
- Isabella van Vehlen
- Alexandrina Maria van Vehlen, overleden op 10 juli 1656. Zij trouwde (1) in 1642 met  Emich van Daun, overleden in 1642. Zij trouwde (2) op 27 november 1644 te Warendorf met Johan II van Waldeck-Landau graaf van Waldeck-Pyrmont (7 november 1623 - 10 oktober 1668)

Hij hertrouwde in 1655 te Velen met Anna Magdalena van Bentheim.
- Gemeinsame Normdatei: 122820096
- Système universitaire de documentation: 233248099
- Virtual International Authority File: 8278650
- WorldCat: E39PBJmtxVHkRvKHB6gQVb6qcP